# آرثر ويليام بيدن باول
آرثر ويليام بيدن باول (بالإنجليزية: Arthur William Baden Powell)‏ هو إحاثي نيوزيلندي، ولد في 4 أبريل 1901 في ويلينغتون في نيوزيلندا، وتوفي في 1 يوليو 1987.